# Victor Dethan
Victor Jonson Benjamin Dethan (* 11. Juli 2004 in Kupang) ist ein indonesisch-kanadischer Fußballspieler.

## Karriere
Victor Dethan erlernte das Fußballspielen in der Jugendmannschaft von PSM Makassar. Die erste Mannschaft spielte in der ersten indonesischen Liga. Sein Erstligadebüt gab er als Jugendspieler am 29. Juli 2022 (2. Spieltag) im Heimspiel gegen Bali United. Bei dem 2:0-Heimerfolge wurde er in der 90.+3 Minuten für Yakob Sayuri eingewechselt. Als Jugendspieler absolvierte er neun Erstligaspiele. Seinen ersten Profivertrag unterschrieb er am 1. Januar 2023 bei Makassar. Am Ende der Saison 2022/23 feierte er mit dem Verein die indonesische Meisterschaft. In der Meistersaison kam er auf insgesamt 16 Erstligaspiele.

## Erfolge
PSM Makassar
- Indonesischer Meister: 2022/23